# Катрин Рос
Катрин Рос (на английски: Katharine Ross) е американска актриса.

## Биография
Катрин Рос е родена на 29 януари 1940 година в холивудската част на Лос Анджелис, Калифорния. Баща ѝ Дъдли Тайинг Рос е във флота. Родом е от Ню Йорк, той е работил за Асошиейтед Прес. Майка на Рос е Катрин Мълън, родена в Оклахома и е живяла в Индиана и Орегон, преди да се премести в Сан Франциско. Тя се омъжва за бащата на Рос там през 1937 г. По-късно семейството се установява в Уолнът Крийк.
Рос е запален конен ездач в младостта си и е приятел с родео ездача Кейси Тибс. Тя завършва гимназията Лас Ломас през 1957 г. Учи една година в Санта Роса Джуниър колидж, където се запознава с актьорството чрез продукцията на „Кралят и Аз“. Тя се отказа от курса и се премества в Сан Франциско, за да учи актьорско майсторство.
Тя се присъединява към „Работилницата на актьорите“ и е с тях три години. За една роля в „Балконът“ на Жан Жоне тя се появява гола на сцената.

### Кариера
Катрин Рос дебютира в драмата на тема Гражданска война „Шенандоа“ (1965) и има второстепенни роли в „Мистър Бъдуинг“ (1965) и „Пеещата монахиня“ (1966), преди да бъде избрана в „Игрите на Къртис Харингтън“ (1967), трилър, в който участват Джеймс Каан и Симон Синьоре. По препоръка на Синьоре, Рос е избрана за ролята на Илейн Робинсън в комедийната драма на Майк Никълс „Абсолвентът“ (1967), която получава значително одобрение от критиката, включително номинация за Оскар за най-добра поддържаща женска роля, номинация за БАФТА и печели награда Златен глобус за Нова звезда на годината. През 1968 г. Рос участва във филма на Джон Уейн „Hellfighters“, играейки дъщеря му Тиш Бъкман. Тя печели допълнително признание за ролите си в два уестърн филма от 1969 г. „Буч Касиди и Сънданс Кид“ и „Кажете им, че Уили Бой е тук“, за втория от които тя печели наградата БАФТА за най-добра актриса.
През 1970 г. Рос играе главна роля във филма на ужасите „Степфордските съпруги“ (1975), за която печели наградата Сатурн за най-добра актриса. Печели Златен глобус за най-добра актриса в поддържаща роля за изпълнението си в драмата „Пътешествието на прокълнатите“ (1976).
Рос прекарва по-голямата част от 1980-те, появявайки се в редица телевизионни филми, включително „Убийство в Тексас“ (1981), а по-късно участва в мрежовия сериал „Семейство Колби“ от 1985 до 1987 г.
Рос прекарва по-голямата част от 1990-те в полупенсия, въпреки че се завръща към киното с поддържаща роля в култовия филм на Ричард Кели „Дони Дарко“ (2001). През 2016 г. тя озвучи ролята на анимационния комедиен сериал „Американски татко!“, а през 2017 г. участва в комедийната драма „Героят“, със съпруга си Сам Елиът.

### Персонален живот
Катрин Рос се жени пет пъти. През 1960 г. тя се жени за своята любов от колежа, Джоел Фабиани, въпреки че бракът продължава само две години, преди да завърши с развод. Тя се омъжва за втория си съпруг Джон Марион през 1964 г., но те се разведоха през 1967 г.
След завършването на „Буч Касиди и Сънданс Кид“, Рос се жени за оператора на филма, трикратния носител на Оскар Конрад Хол, през 1969 г. Те се развеждат през 1973 г.
Тя се омъжва за Гаетано „Том“ Лиси през 1974 г., след като снима The Stepford Wives; те се срещат, когато той е шофьор и техник на снимачната площадка. Развеждат се през 1979 г.
Рос се омъжва за Сам Елиът през 1984 г. Двамата са звезди в свръхестествения филм на ужасите „Заветът“ (1978). Те са работили заедно и в „Буч Касиди и Сънданс Кид“ и след като се срещат отново на снимачната площадка на „Заветът“, те започват да се срещат и се женят през май 1984 г., четири месеца преди раждането на дъщеря им Клео Роуз Елиът.

## Избрана филмография
| година | филм                     | оригинално заглавие                | роля              | режисьор        |
| ------ | ------------------------ | ---------------------------------- | ----------------- | --------------- |
| 1965   | Шенандоа                 | Shenandoah                         | Ан Андерсън       | Андрю Маклаглън |
| 1967   | Абсолвентът              | The Graduate                       | Илейн Робинсън    | Майк Никълс     |
| 1969   | Буч Касиди и Сънданс Кид | Butch Cassidy and the Sundance Kid | Ета Плейс         | Джордж Рой Хил  |
| 1975   | Степфордските съпруги    | The Stepford Wives                 | Джоана Еберхарт   | Брайън Форбс    |
| 2001   | Дони Дарко               | Donnie Darko                       | Д-р Лилиан Търман | Ричард Кели     |